# Notte ch'in carro d'ombre
Serenata
Notte ch'in carro d'ombre, ou « Serenata » (H.480), est une cantate de chambre ou serenata solo du compositeur italien Alessandro Scarlatti, composée pour voix de soprano, deux violons et basse continue. Comme la plupart des 820 cantates de chambre du musicien, l'auteur est inconnu, sauf le texte du premier récitatif qui donne son nom à la cantate, emprunté à Nicolò Beregan auteur d'une serenata vénitienne, « La fedeltà consolata dalla speranza », mise en musique par Antonio Giannettini (1685). La partition n'est pas datée, mais probablement proche de 1685.

## Structure
Serenata, soprano solo con 2 violini
- Sinfonia, Grave – Allegro
- Notte ch'in carro d'ombre (recitativo accompagnato)
- Vieni, o notte e in questo petto (aria), Largo e piano en ré majeur à
- E tu ch'ognor ti vanti (recitavito)
- Veloce e labile fugge e dilegguasi (aria), Allegro
- Ma permi ch'esaudite (recitativo)
- Con l'idea d'un bel gioire (aria), Largo
- Ma voi non vi chiudete (recitativo)
- Sì, che priva di contento (aria), Allegrissimo

La forme de la cantate est une alternance classique récitatif et aria, « RARARARA », précédée de sa sinfonia d'ouverture en deux parties qui semble mettre en place l'atmosphère nocturne, quoique le premier mouvement soit cependant suivi d'un Allegro. Avec le premier récitatif, « Notte ch'in carro d'ombre », récitativo stromentato ou récitatif accompagné par les instruments et non le seul clavecin — dont Scarlatti fait usage pour la première fois en 1685, dans son opéra Olimpia vendicata et dans de nombreux autres passages de ses œuvres — l'atmosphère revient au calme de la nuit. Le texte de ce récitatif est emprunté au texte de Nicolò Beregan pour une serenata vénitienne, La fedeltà consolata dalla speranza mise en musique par Antonio Giannettini.
Suit une aria Vieni, o notte (« Viens, ô nuit ») notée largo qui invite au sommeil, mais il ne vient pas. Amarilli, la bergère, dans le dernier aria annonce qu'elle cherchera dans la mort le soulagement qu'elle ne peut trouver dans la vie.

## Texte
Le premier récitatif, suivi de son aria.
| « [Recitativo] Notte ch'in carro d'ombre per l'aerei sentier raggiri il corso, veloce oltre l'usato con la forza di stella a tuoi bruni destirer flagelli il dorso E rallentato il morso mentre rapida scorri entro rapida mole guidami, o cara notte, in grembo al sole. [Aria] Vieni, o notte, in questo petto faccian tregua i rei martiri, e sian guida al caro oggetto l'autre sol de miei sospiri. » |  |  | « Nuit qui dans le char des ombres ... avec la force d'une étoile ... conduis-moi, ô chère nuit, sur les genoux au soleil. Viens, ô nuit, pour que mes douleurs et les tourments se reposent dans ma poitrine, que mes doux murmures puissent me guider vers le doux objet de mes soupirs. » |

## Manuscrits
- Münster, Santini-Bibliothek, D-Münster Hs 3937/1 (RISM 451023516)

## Édition moderne
- Solo serenatas : Notte, ch'in carro d'ombre, éd. Marie-Louise Catsalis et Rosalind Halton, A-R Editions, 2011  (ISSN 0484-0828), (BNF 42688349) — avec Sventurati miei penzieri ; Eurilla, amata Eurilla ; All'hor che stanco il sole ; Hor che l'aurato nume ; Prima d'esservi infedele ; Perché tacete, regolati concenti ? ; Sotto l'ombra d'un faggio ; Hor che di Febo ascosi.

## Discographie
- Inferno, Cantate drammatiche : Notte ch'in carro d'ombre H.480 ; L'Orfeo H.173 ; Io son Neron H.343 ; Già lusingato appieno - Elisabeth Scholl, soprano ; Modo Antiquo, dir. Federico Maria Sardelli (16-19 novembre 2004, CPO 777 141-2) (OCLC 238678124)

## Pour approfondir